# Lucinda Brand
Lucinda Brand (* 2. Juli 1989 in Dordrecht) ist eine niederländische Radrennfahrerin auf der Straße und im Cyclocross. Sie wurde dreimal Weltmeisterin: 2017 im Teamzeitfahren, 2019 in der Mixed-Staffel und 2021 im Cyclocross.

## Sportliche Laufbahn
Brand ist seit der Saison 2009 in internationalen Radsportteams aktiv. 2011 belegte sie bei den Nachwuchs-Europameisterschaften Platz drei im Straßenrennen und Platz sieben im Einzelzeitfahren. Ab 2012 erzielte sie vordere Platzierungen in einer Reihe von Etappenrennen und Eintagesrennen wie der Route de France Féminine,  Open de Suède Vårgårda oder der Thüringen-Rundfahrt. Zu ihren bedeutendsten Siegen zählten zwei niederländische Meistertitel im Straßenrennen (2013, 2015), das Eintagesrennen Grand Prix de Plouay-Bretagne (2014), zwei Etappen im Giro d’Italia Donne (2015), die Gesamtwertung der Ladies Tour of Norway (2016) sowie Omloop Het Nieuwsblad (2017).
Lucinda Brand erwies sich als gute Zeitfahrerin und gewann bei Straßenradsport-Weltmeisterschaften von 2012 bis 2018 fünfmal Medaillen im Mannschaftszeitfahren, darunter der Sieg 2017. Bei der erstmals ausgetragenen Mixed-Staffel wurde sie 2019 erneut Weltmeisterin mit dem niederländischen Team. Im Einzelzeitfahren holte sie sie Bronzemedaille der Straßenradsport-Europameisterschaften 2019. 2022 gewann sie mit der Tour de Suisse Women ein Etappenrennen der seit 2016 bestehenden UCI Women’s WorldTour. Insgesamt erzielte sie bis 2024 über 25 Siege im Straßenradsport.
Ab der Wintersaison 2016/2017 wandte sich Brand verstärkt dem Cyclocross zu und gehörte dort bald der Weltspitze an. In der folgenden Saison war sie erstmals niederländische Meisterin und gewann Medaillen bei Welt- und Europameisterschaften. In den Saisons 2020/2021 und 2021/2022 war sie die weltweit überragende Cyclocross-Fahrerin, gewann 2020/2021 die drei prestigeträchtigsten Rennserien (Weltcup, Superprestige, Trofee) sowie die Weltmeisterschaften, hinzu kamen zahlreiche weitere Siege. Bei den Cyclocross-Weltmeisterschaften 2022 musste sie sich lediglich im Sprint Marianne Vos geschlagen geben. 2022/2023 schlug sie sich mit zahlreichen Verletzungen herum und konnte die Ergebnisse der Vorjahre nicht wiederholen.
Im September 2023, zum Ende der Straßensaison, erlitt Brand bei der Simac Ladies Tour 2023 wiederum eine Verletzung am Schlüsselbein und konnte die Cyclocross-Saison erst verspätet antreten. Sie schloss die Saison nach 25 Rennen auf Platz 2 der Cyclocross-Weltrangliste ab, nachdem sie lediglich bei drei Rennen keine Podiumsplatzierung erzielt hatte. Beim Rennen in Zonhoven stürzte sie in Führung liegend und erlitt einen Nasenbeinbruch. Dennoch fuhr sie die Saison mit dem Bruch zu Ende und erzielte fünf weitere Siege. In der Saison 2024/2025 war Brand bei jedem einzigen ihrer 33 Rennen unter den ersten drei und gewann jeweils zum dritten Mal die Gesamtwertungen von Weltcup, Superprestige und Trofee.
Im Laufe ihrer Karriere gewann Brand zahlreiche Cyclocrossrennen. Ihren 50. Sieg in einem Eliterennen feierte sie Ende November 2023 beim Weltcup in Dublin. Von 2018 bis 2025 verfehlte sie bei keiner Weltmeisterschaft das Podium.

## Erfolge

### Straße
2011
 Europameisterschaft (U23) – Straßenrennen
2012
 Weltmeisterschaft – Mannschaftszeitfahren (mit Kirsten Wild, Emma Pooley, Sharon Laws, Jessie Daams und Chantal Blaak)
eine Etappe Route de France Féminine
eine Etappe Circuit de la Haute-Vienne
2013
 – Mannschaftszeitfahren (mit Thalita de Jong, Pauline Ferrand-Prévot, Roxane Knetemann, Annemiek van Vleuten und Marianne Vos)
 Niederländische Meisterin – Straßenrennen
2014
Gesamtwertung und eine Etappe Energiewacht Tour
Grand Prix de Plouay-Bretagne
2015
 Weltmeisterschaft – Mannschaftszeitfahren (mit Thalita de Jong, Shara Gillow, Roxane Knetemann, Katarzyna Niewiadoma und Anna van der Breggen)
zwei Etappen Giro d’Italia Femminile
Mannschaftszeitfahren Open de Suède Vårgårda (mit Anna van der Breggen, Shara Gillow und Thalita de Jong)
eine Etappe Energiewacht Tour
 Niederländische Meisterin – Straßenrennen
2016
Gesamtwertung und eine Etappe Ladies Tour of Norway
eine Etappe Lotto Belgium Tour
Erondegemse Pijl
2017
Omloop Het Nieuwsblad
 Weltmeisterin – Mannschaftszeitfahren
2018
Mannschaftszeitfahren Giro d’Italia Femminile
Mannschaftszeitfahren Ladies Tour of Norway
Mannschaftszeitfahren La Madrid Challenge by La Vuelta
 Weltmeisterschaft – Mannschaftszeitfahren
2019
 Europameisterschaft – Einzelzeitfahren
Bergwertung Boels Ladies Tour
 Punktewertung Madrid Challenge by La Vuelta
 Weltmeister – Mixed-Staffel
2021
Gesamtwertung und zwei Etappen Thüringen Ladies Tour
Mannschaftszeitfahren und  Bergwertung Giro d’Italia Femminile
2022
Gesamtwertung, zwei Etappen und Punktewertung Tour de Suisse Women
 Bergwertung Ceratizit Challenge by La Vuelta
2023
Gesamtwertung, eine Etappe und Punktewertung Baloise Ladies Tour
2024
Dwars door het Hageland
eine Etappe Thüringen Ladies Tour

### Querfeldein
2016/2017
 Europameisterschaft
2017/2018
 Weltmeisterschaft
 Europameisterschaft
 Niederländische Meisterin
2018/2019
 Weltmeisterschaft
 Niederländische Meisterin
Weltcup – Tábor, Namur, Hoogerheide
DVV Trofee – Loenhout
2019/2020
 Weltmeisterschaft
Weltcup – Namur, Heusden-Zolder, Hoogerheide
DVV Trofee – Kortrijk
2020/2021
 Weltmeisterin
 Europameisterschaft
Weltcup – Gesamtwertung / Tábor, Namur, Dendermonde
Superprestige – Gesamtwertung / Niel, Merksplas, Boom, Gavere, Heusden-Zolder
X²O Badkamers Trofee – Gesamtwertung / Kortrijk
2021/2022
 Weltmeisterschaft
 Europameisterin
Weltcup – Gesamtwertung / Fayetteville, Tábor, Besançon, Namur, Dendermonde, Hulst
Superprestige – Gesamtwertung / Gieten, Niel, Merksplas, Boom, Heusden-Zolder, Gavere
X²O Badkamers Trofee – Gesamtwertung / Kortrijk, Loenhout, Baal, Herentals, Hamme, Lille
2022/2023
 Weltmeisterschaft
2023/2024
 Weltmeisterschaft
 Niederländische Meisterin
Weltcup – Dublin, Flamanville
Superprestige – Middelkerke
X²O Trofee – Brüssel
2024/2025
 Weltmeisterschaft
Weltcup – Gesamtwertung / Dublin, Dendermonde, Hoogerheide
Superprestige – Gesamtwertung / Overijse, Diegem, Gullegem
X²O Trofee – Gesamtwertung / Lokeren, Lille